# Muscari kurdicum
Muscari kurdicum är en sparrisväxtart som beskrevs av Maroofi. Muscari kurdicum ingår i släktet pärlhyacinter, och familjen sparrisväxter. Inga underarter finns listade i Catalogue of Life.